# 동아미디어그룹
동아미디어그룹(Donga Media Group)은 대한민국의 종합미디어 그룹이다.

## 매체
- 동아일보 - 신문
- 스포츠동아 - 신문
- 어린이동아 - 신문
- 채널A / 채널A PLUS - 방송
- 신동아 - 잡지
- 여성동아 - 잡지
- 주간동아 - 잡지
- 동아비즈니스리뷰 - 잡지
- 하버드비즈니스리뷰코리아 - 잡지
- 과학동아 - 잡지
- 수학동아 - 잡지
- 시사원정대 - 잡지